# 维斯瓦夫·加夫利科夫斯基
维斯瓦夫·加夫利科夫斯基（波蘭語：Wiesław Gawlikowski，1951年7月2日—），波兰男子射击运动员。他曾代表波兰参加1968年、1972年、1976年和1980年夏季奥林匹克运动会射击比赛，其中1976年奥运会获得一枚铜牌。